# 双有理幾何学

円は直線と双有理同値である。これらの間の双有理写像のひとつは、ここに図示したような立体射影である。

代数幾何学では、双有理幾何学(birational geometry)の目標は、2つの代数多様体が（多様体の次元）より低い次元の部分を除き、どのようなときに同型となるかを決定することである。このことは、多項式というよりも、有理函数により与えられる写像を研究することを意味し、有理函数が極を持つところでは(写像を）定義できないことがある。

## 双有理写像
ある（既約(irreducible)な）代数多様体 X から別の多様体 Y への有理写像は、ダッシュ付矢印で  {\displaystyle X\;-\!\!\to Y} と書かれ、X の空ではない開集合 U から Y への射(morphism)として定義される。代数幾何学で使用されるザリスキ位相の定義により、空ではない開部分集合 U は常に X の低い次元の部分集合の補集合である。具体的には、有理写像は有理函数を使って座標で記述することができる。
X から Y への双有理写像(birational map)は、有理写像 {\displaystyle f\colon X\;-\!\!\to Y} であり、f の逆写像 {\displaystyle Y\;-\!\!\to X} も有理写像である写像を言う。双有理写像は、X の空でない開集合から Y の空でない開集合への同型をひき起こす。このとき、X と Y は 双有理(birational) もしくは 双有理同値(birationally equivalent)と言う。代数的なことばでは、体 k 上の2つの多様体が双有理とは、それらの代数多様体の函数体が k の拡大体として同型であることと同値である。
特別な場合として、双有理写像 f: X → Y が代数多様体の射(morphism)となる場合がある。すなわち、f が全ての領域の上で定義されているが、逆が必ずしも全ての領域で定義されていない場合である。典型的には、双有理写像が X の部分多様体を Y の点へ縮めることがあるからである。
多様体 X が有理的とは、ある次元のアフィン空間（もしくは、同じことであるが、射影空間）と双有理的である場合を言う。有理性は、非常に自然な性質であって、X からより低い次元の部分集合を引いたものが、アフィン空間からあるより低い次元の部分集合を引いたものと同一視できることを意味する。
例えば、次の方程式を持つ円を考える。
x2 + y2 − 1 = 0
この円は、有理曲線である。というのは、式
{\displaystyle x={\frac {2\,t}{1+t^{2}}}}
と
{\displaystyle y={\frac {1-t^{2}}{1+t^{2}}}\,,}
は、アフィン直線から円への双有理写像を定義するからである。逆写像は、(x, y) を (1 − y) / x へ写す。
さらに一般的には、任意次元の滑らかな二次（次数 2）の超曲面 X は、立体射影により有理的である。（体 k 上で 2次的な X に対し、X はk-有理点を持っている。k が代数的閉体であれば、自動的にそのようになる。）立体射影を定義するために、p を X の点とすると、X の中の点 q を p と q を通る力線へ写像することにより、X から p を通る直線の射影空間 Pn への双有理写像を定義する。これは双有理写像であるが、しかし多様体の同型ではない。なぜならば、q = p では定義できないからである（そして、逆写像も X に含まれる p を通るこれらの直線を定義することができない）。

## 極小モデルと特異点の解消
全ての代数多様体は射影多様体に双有理であるので、双有理分類の目的のためには、射影多様体のみに専念すれば良く、このことは普通は最も便利な設定である。
広中平祐の1964年の特異点解消定理は非常に深く、（複素数のような）標数が 0 の体の上の全ての多様体は、滑らかな射影多様体に双有理的である。このことが与えられると、滑らかな射影多様体を双有理同値を除外して分類することに集中することができる。
次元 1 では、2つの滑らかな射影曲線が双有理であれば、それらは同型である。しかし少なくとも次元が 2 でこのことはブローアップ(en:blowing up)の構成により成立しない。ブローアップにより、少なくとも次元 2 の全ての滑らかな射影多様体は、例えば、より大きなベッチ数を持つ、無限に多くの「より大きな」多様体に双有理同値である。
このことは、極小モデルの考え方を導く。各々の双有理同値類の中に一意に最も小さい代数多様体を見つけることは可能か？
現代の定義は、射影的多様体 X が極小とは、標準ラインバンドル KX が X のすべての曲線で非負な次数を持つことである。言い換えると、KX はネフ（数値的正という意味だが、通常使用しているので、本文ではネフという用語を使用する。）である。ブローアップした多様体が決して極小ではありえないことは、容易にチェックできる。
この考え方は、代数曲線（次元が 2 の多様体）に対しては完全に成り立つ。現代のことばでは、1890年から1910年までの代数幾何学のイタリア学派の一つの中心的な結果は、曲面の分類の一部とあわせ、すべての曲面 X は、ある曲線 C が存在して積 P1 × C か、もしくは極小曲面 Y のどちらかに双有理同値である。 2つの場合は互いに排他的であり、Y は存在するとしたら一意である。Y が存在すると、X の極小モデルと呼ばれる。

## 双有理不変量
まず、どのようにして有理的でない代数多様体が存在するかを示す方法が明らかではない。これを証明するためには、代数多様体の何らかの双有理不変量を作ることが必要である。
双有理不変量の有益な双有理不変量の一つは多重種数である。次元 n の滑らかな代数多様体 X の標準バンドルは、n-形式のラインバンドルを意味する。
{\displaystyle \,\!K_{X}=\Omega _{X}^{n},}
これは、X の余接バンドルの n 番目の外積である。整数 d に対し、KX の d 番目のテンソル積は、再びラインバンドルとなる。d ≥ 0 に対し、大域的切断のベクトル空間 H0(X,KXd) は、滑らかな射影多様体の間の双有理写像 f: X – → Y は同型 H0(X,KXd) ≅ H0(Y,KYd) を導くという注目すべき性質を持っている。
d ≥ 0 に対し、d 番目の多重種数 Pd をベクトル空間 H0(X,KXd) の次元として定義すると、多重種数は滑らかな射影多様体に対する双有理不変量である。特に、d > 0 について多重種数 Pd がゼロでないならば、X は有理的ではない。
基本的な双有理不変量が小平次元で、d が無限大となるときの多重種数 Pd の増加する大きさを測る量である。小平次元は、次元 n のすべての多様体を、小平次元 -∞, 0, 1, ..., n として n+1 個のタイプに分類する。このタイプは多様体の複雑さを測るものであり、射影空間は小平次元 -∞ をとなる。もっと複雑な多様体は小平次元が、普通の次元 n に等しいときであり、一般型の多様体と呼ばれる。
さらに一般的に、r ≥ 0 に対しての余接バンドル Ω1 の r 番目のテンソル積の自然な和 E(Ω1) について、大域的切断のベクトル空間 H0(X,E(Ω1)) は滑らかな射影多様体の双有理不変量である。
特に、ホッジ数 hr0 = dim H0(X,Ωr) は X の双有理不変量である。（ほとんどのほかのホッジ数 hpq は、以下でみるように、双有理不変量ではない。）
基本群 π1(X) は滑らかな複素射影多様体の双有理不変量である。
2002年にAbramovich, Karu, Matsuki, と Włodarczyk (2002) により証明された「弱分解定理」は、2つの滑らかな複素射影多様体の間の任意の双有理写像は、滑らかな多様体への有限個のブローアップとブローダウンに分解することができる。しかし、これが2つの滑らかな射影多様体が双有理であるかどうかを判定することは極めて難しいことを知っておくことが大切である。

## より高次元の極小モデル
射影多様体 X が極小とは、標準バンドル KX がネフであることを言う。2次元の多様体 X に対し、この定義を滑らかな多様体に対して考えることで充分である。
少なくとも次元が 3 の場合には、KX がうまく振舞うようなあるマイルドな特異点を持つ極小多様体を持つはずである。これらの（特異点のこと）を標準特異点(canonical singularities)という。
すべての多様体 X は有理曲線(rational curve)で被覆されるか、もしくは極小多様体 Y に双有理同値であるろうということを、極小モデル予想と言う。Y が存在するときに、Y を X の 極小モデル という。
極小モデルは少なくとも 3 次元では一意に定まらないが、任意の双有理である 2つの極小多様体は非常に近い存在である。例えば、極小モデルは、少なくとも余次元が 2 の部分集合の外側で同型で、さらに詳しくはフロップ(flops)の列によって関連している。従って、極小モデル予想は、代数多様体の双有理分類について強い情報を与えていることになる。
予想は次元が 3 の場合には、Mori (1988) で証明された。一般次元の問題としては未解決であるが、大きな前進があった。特に、Birkar, Cascini, Hacon と McKernan (2010) は、標数が 0 の体の上の一般型の代数多様体はすべて極小モデルを持つことを証明した。

## 単線織多様体
多様体が単線織的(uniruled)とは、多様体が有理曲線により被覆されるときを言う。単線織多様体は極小モデルを持たないが、しかし、素晴らしい代替品がある。バーカー(Birkar)、カッシーニ(Cascini)、ハーコン(Hacon)、マッカナン(McKernan)は、全ての標数 0 の体の上の単線織多様体はファノファイバー空間に双有理であることを示した。 このことからファノファイバー空間と（最も興味のある空間である）ファノ多様体の双有理分類問題が導かれる。定義により、射影多様体 X がファノ多様体とは、反標準バンドル KX* が豊富であることであり、ファノ多様体は射影空間に最も似ている代数多様体であると考えることができる。
次元が 2 のとき、代数的閉体上のすべてのファノ多様体（デル・ペッゾ曲面として知られている）は有理的である。1970年代の大きな発見は、次元 3 のときで、有理的な多くのファノ多様体があることがわかった。特に、滑らかな 3次3次元多様体はClemens-Griffiths (1972)により有理的でないことが示され、滑らかな 4次元3次元多様体も Iskovskikh-Manin (1971)により有理的ではないことが示された。
にもかかわらず、ファノ多様体が有理的であることを正確に決定する問題は、解決には程遠い。例えば、n ≥ 4 のときには Pn+1 の中の有理的でない滑らかな 3次超曲面が存在するかどうかがわかっていない。

## 双有理自己同型群
代数多様体は、それらがどれくらい多くの双有理自己同型を持っているかに大きな幅がある。一般型のすべての多様体は、双有理自己同型群は有限群であるという意味で、極度に剛性を持っている。反対の例は、体 k 上の射影空間 Pn の自己同型群は、クレモナ群 Crn(k) として知られているが、n ≥ 2 に対しては大きい（ある意味では無限次元である）。n = 2 に対しては、少なくとも複素クレモナ群 Cr2(C) は、 P2 の自己同型である群 PGL(3,C) とともに、次の「二次変換」により生成される。
[x,y,z] ↦ [1/x, 1/y, 1/z]
このことはマックス・ネター(Max Noether)とグイド・カステルヌオボー(Guido_Castelnuovo)により指摘された。対照的に、次元 n ≥ 3 のときのクレモナ群は非常にミステリアスで、明らかな生成しか知られていない。
Iskovskikh-Manin (1971)は、滑らかな4次3次元多様体の双有理自己同型群が、有限である自己同型群に等しいことを示した。この意味で、4次3次元多様体は有理多様体とは遠い存在である。なぜならば、有理多様体の双有理自己同型群は巨大であるからだ。この「双有理剛性」とでもいうべき現象は、多くのファノファイバー空間の多くに発見されている。

## 参照項目
- ブローアップ (数学)
- 小平次元
- 極小モデル
- 有理多様体